# Anders Forssenius

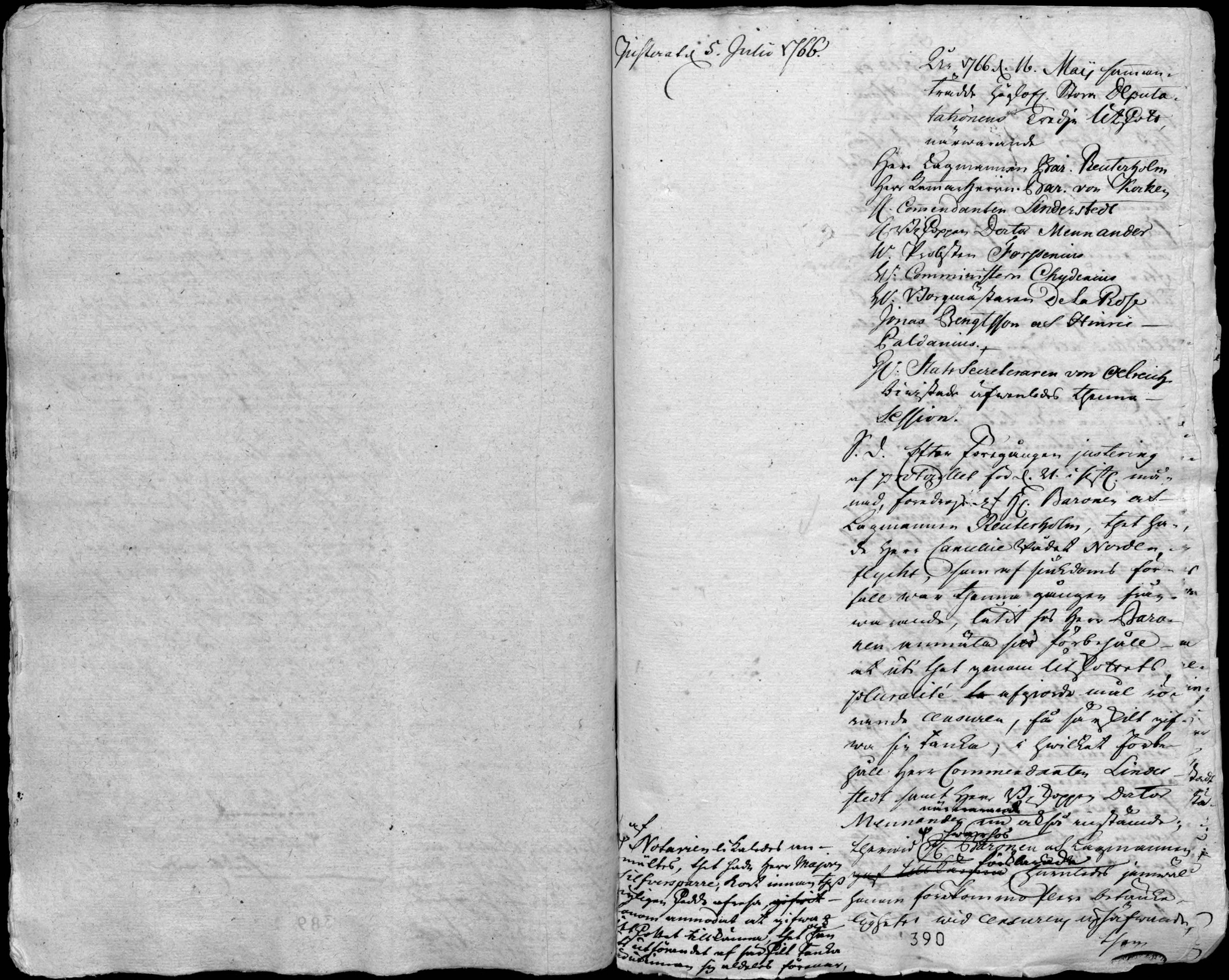
Protokoll från tredje utskottets sammanträde 16 maj 1766 där Forssenius listas bland de närvarande ca mitt på sidan.

Anders Forssenius, född 16 november 1708, död 13 juni 1788, var biskop i Skara stift 1767-1788.
I egenskap av prästeståndets talman finns han avbildad på Pilos målning Gustav III:s kröning på Nationalmuseum. Forssenius son, Anders, verkade som Kunglig sekreterare (förkortat Kungl. sekr.) under Gustav III och levde på Skofteby herrgård.
Forssenius deltog i det tredje utskottet som tillsattes efter riksdagen 1765-1766 för att utreda frågan om tryckfrihet, ett arbete som ledde fram till 1766 års tryckfrihetsförordning. Forssenius var positiv till införandet av tryckfrihet men ville bevara censuren för religiösa skrifter.